# Columbus (Carolina del Nord)
Columbus è una città degli Stati Uniti d'America situata nella Carolina del Nord, nella Contea di Polk, della quale è anche il capoluogo.